# Павел (Пашко) з Радзанова
Павел (Пашко) з Радзанова (Радзановський) гербу Правдич (†1408/1409) — польський шляхтич, військовий та державний діяч Корони.

## Життєпис
Внук Павела, званого Вардою, якому плоцький князь Вацлав надав Радзанув. Син Хваліслава — плоцького підкоморія.
Може, якийсь час перебував при дворі короля Угорщини. 1375 року отримав від князя Януша І села: Цємнєво, Карґошин (Цєханувський повіт), Порите (пуща на сході Мазовії; 1386 року фундував костел у селі), Ізбне (Новогродський повіт). 26 лютого 1377 року як хорунжий варшавський — свідок в документі князя Януша І, виданого в Закрочині; потім — плоцький.
Староста в Белзі з 1388 року. Вперше згаданий як староста 29 грудня 1388 року. 31 грудня князь Земовит IV надав йому поселення в Белзькій землі: Махнів з прилеглостями, Ульгувек, Зимне, Ощів, Жужель (тепер Жужеляни), Угнів, Піддубці, Вербиця. В цьому наданні востаннє згаданий як Хорунжий варшавський.
Помер між 13 грудня 1408 та 30 червня 1409 року.
Його сином був перший Белзький воєвода Павел з Тарношина (пол. Tarnoszyn), Радзанова, Ніщиць, братом — Якуб з Радзанова і Насєльська, лівський каштелян 1402 року, протопласт родів Жабіцьких, Парисів, Насєльських.